# Leipoldsberg
Leipoldsberg ist ein Gemeindeteil der Stadt Schillingsfürst im Landkreis Ansbach (Mittelfranken, Bayern). Leipoldsberg liegt in der Gemarkung Stilzendorf.

## Geografie
Der Weiler liegt am Erlbacher Mühlbach, einem rechten Zufluss der Altmühl. Leipoldsberg bildet eine geschlossene Siedlung mit dem nördlich gelegenen Schorndorf. Eine Gemeindeverbindungsstraße führen nach Ziegelhaus (1,2 km südlich) bzw. über Schorndorf zur Staatsstraße 2246 bei Altengreuth (0,8 km nordöstlich).

## Geschichte
Im 16-Punkte-Bericht des brandenburg-ansbachischen Amts Leutershausen aus dem Jahr 1681 wurden für Leipoldsberg 4 Mannschaften verzeichnet, die alle das Klosterverwalteramt Sulz als Grundherrn hatten. Das Hochgericht übte das Amt Leutershausen aus.
Auch gegen Ende des 18. Jahrhunderts gab es in Leipoldsberg 4 Anwesen. Das Hochgericht übte weiterhin das Stadtvogteiamt Leutershausen aus. Die Dorf- und Gemeindeherrschaft und Grundherrschaft über die 4 Köblergüter hatte das Klosterverwalteramt Sulz. Von 1797 bis 1808 unterstand der Ort dem Justizamt Leutershausen und Kammeramt Colmberg.
Mit dem Gemeindeedikt (frühes 19. Jahrhundert) wurde der Leipoldsberg dem Steuerdistrikt und der Ruralgemeinde Stilzendorf zugeordnet. Im Zuge der Gebietsreform in Bayern wurde diese am 1. Januar 1972 nach Schillingsfürst eingemeindet.

## Einwohnerentwicklung
| Jahr      | 001818 | 001840 | 001861 | 001871 | 001885 | 001900 | 001925 | 001950 | 001961 | 001970 | 001987 |
| Einwohner | 24     | 28     | 20     | 18     | 21     | 18     | 18     | 38     | 26     | 21     | 28     |
| Häuser    | 4      | 4      |        |        | 4      | 4      | 4      | 4      | 5      |        | 7      |
| Quelle    | [ 10 ] | [ 11 ] | [ 12 ] | [ 13 ] | [ 14 ] | [ 15 ] | [ 16 ] | [ 17 ] | [ 18 ] | [ 19 ] | [ 1 ]  |

## Religion
Der Ort ist seit der Reformation evangelisch-lutherisch geprägt und bis heute  nach St. Maria (Kloster Sulz) gepfarrt. Die Einwohner römisch-katholischer Konfession sind nach Kreuzerhöhung (Schillingsfürst) gepfarrt.